# Cinc Generals de Wei
Els Cinc Generals de Wei (xinès tradicional: 五子良將, xinès simplificat: 五子良將） es referix a cinc generals militars de l'estat de Cao Wei que va viure durant els períodes de la tardana Dinastia Han Oriental i els Tres Regnes de la història xinesa. Els cinc eren: Yue Jin, Yu Jin, Zhang Liao, Xu Huang i Zhang He. El terme "Cinc Generals de Wei" es va originar a partir dels Registres dels Tres Regnes de Chen Shou, en els quals Chen escriu que eixos cinc eren els millors de tots els generals del durant el període dels Tres Regnes.
Els cinc generals són cadascú d'ells famós per un determinat atribut. Segons els Registres dels Tres Regnes, Yue Jin era reconegut pel seu valor en la batalla, i era sovint el primer a escalar els murs de les ciutats assetjades, mentre que Yu Jin, Xu Huang i Zhang He eren famosos per les seves habilitats de lideratge i la capacitat per aconseguir victòries en batalla. Zhang Liao, d'altra banda, era conegut com el millor dels cinc, la seva fama es va alimentar en gran manera per la Batalla de Hefei en el 215, quan ell va derrotar el fort exèrcit de 100.00 homes de Sun Quan's 100,000 amb només uns pocs milers d'homes.
A diferència dels Cinc Generals Tigres de Shu Han, els cinc generals de Cao Wei tenen les seves arrels en la història. Això no obstant, és interessant observar que cap dels generals dels clans Cao i Xiahou està inclòs entre aquest cinc. En el seu lloc, en els contes populars, el terme "Vuit Generals Tigres de Cavalleria" (八虎騎) s'utilitza per a referir-se als vuit millors generals del clan de Cao Cao.